# Ninian Sanderson

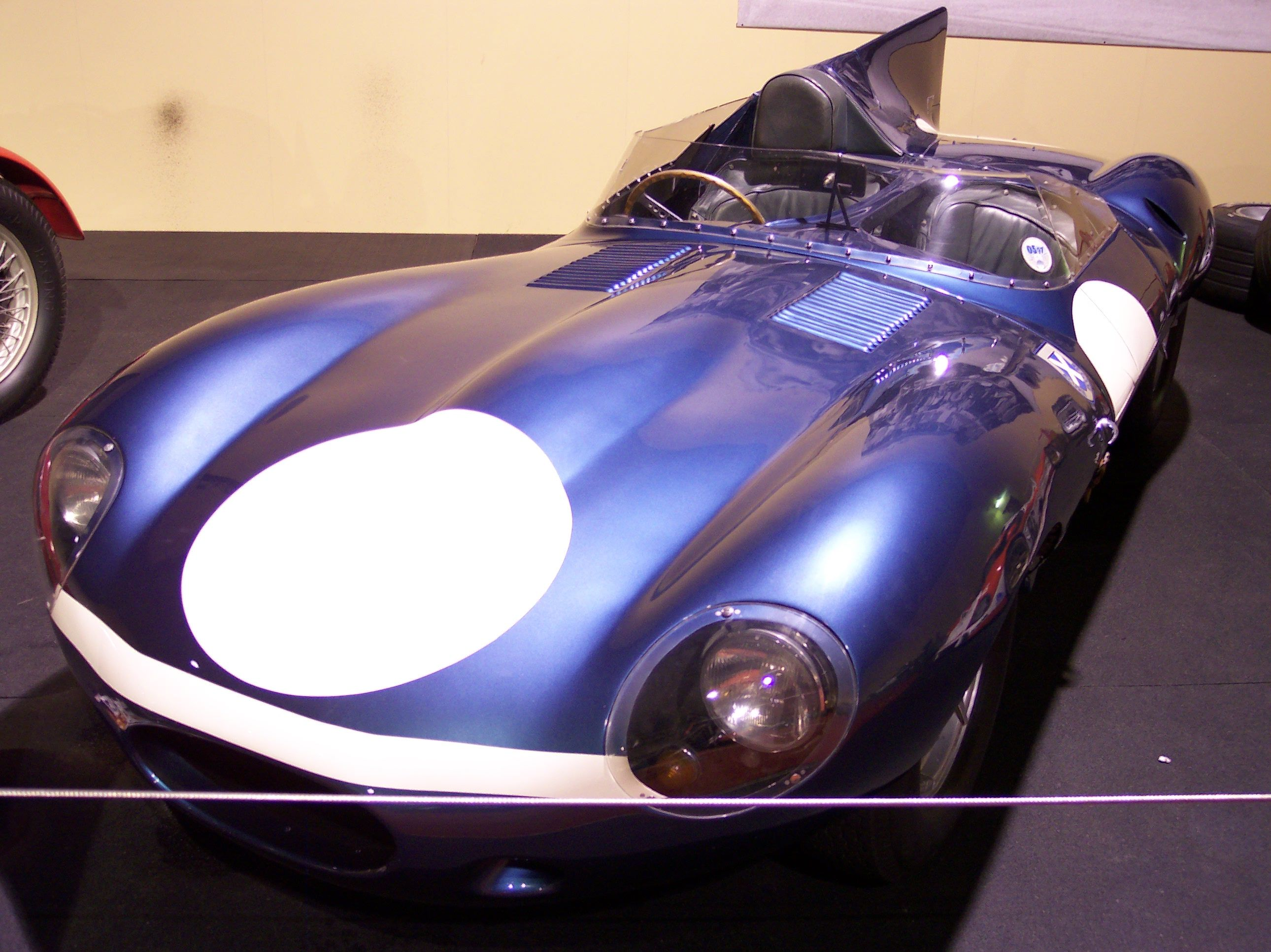
Jaguar D-Type vittoriosa alla 24 ore di Le Mans 1956

Ninian Sanderson (Glasgow, 14 maggio 1925 – Glasgow, 1º ottobre 1985) è stato un pilota automobilistico britannico, vincitore della Le Mans 1956 alla quale ha partecipato in 9 edizioni dal 1955 al 1963.

## Palmarès
- 24 ore di Le Mans 1956: 1
1956 su Jaguar D-Type